# پادشاه دانکن
پادشاه دانکن نام کارکتری در نمایشنامه مکبث اثر ویلیام شکسپیر می‌باشد که برگرفته از زندگی پادشاه تاریخی اسکاتلند بنام دانکن یکم اسکاتلند است.

## زندگی
هنگام هجوم لشکر نروژیان به سرزمین‌های اسکاتلند دانکن اول پادشاه اسکاتلند و به گواهی تاریخ اولین پادشاه اسکاتلندی که توانست سرزمین‌های اسکاتلند را یکپارچه کرده و آن‌ها را متحد کند به ایستادگی در برابر حملهٔ نروژیان اقدام کرد. در این هنگام که نروژیان جزایر و مناطق اسکاتلند را تسخیر می‌کنند پادشاه دانکن یکم، مکبث پسرخالهٔ خودش را رهبر جنگ با نروژیان کرده و مکبث با شجاعت و دلاوری تمام نروژیان را شکست داده و خود را به محبوب‌ترین و ذی‌نفوذترین مرد اسکاتلند بدل کند. دانکن که او را از قبل عزیزتر شمارده و امارت کودور را به وی پیشکش می‌کند و برای جشن گرفتن پیروزی اسکاتلند خود را در دیار مکبث دعوت می‌کند تا به عیش و جشن پیروزی بنشینند. مکبث که افکار اهریمنی و پلید خورهٔ جانش شده بود به دیارش رفته و همسرش لیدی مکبث را در جریان آمدن پادشاه قرار می‌دهد و آن دو نقشه می‌کشند که پادشاه را شب هنگام که خفته است به قتل برسانند و اینگونه دانکن پادشاه با اعتماد به پسرخاله‌اش و میزبانش و در دیار او بطور فجیعی با ضربات خنجر مکبث به قتل می‌رسد و سلطنت او طی رخدادی که در تاریخ نقل شده به مکبث می‌رسد.